# Collings Lakes
Collings Lakes – jednostka osadnicza w Stanach Zjednoczonych, w stanie New Jersey, w hrabstwie Atlantic.